# Mechanitis ocona
Mechanitis ocona är en fjärilsart som beskrevs av Druce 1876. Mechanitis ocona ingår i släktet Mechanitis och familjen praktfjärilar. Inga underarter finns listade i Catalogue of Life.